# Bourse du travail
Pour les articles homonymes, voir Bourse.

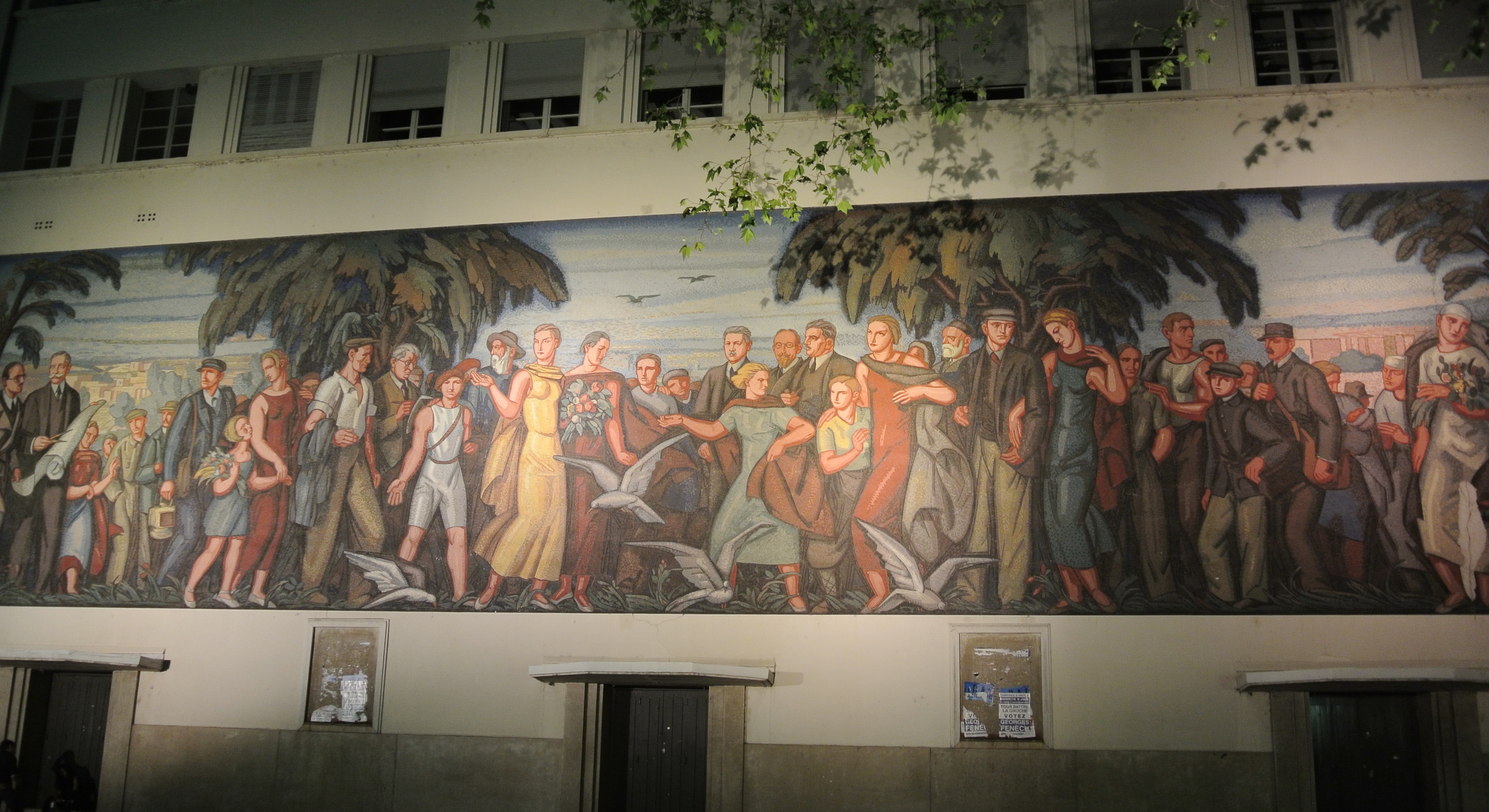
Fresque sur la façade ouest de la Bourse du travail de Lyon.

Une bourse du travail était à l'origine un bureau de placement des ouvriers, assuré par les syndicats, selon le projet de l'économiste libéral belge Gustave de Molinari.
C'est devenu un lieu, présent dans la majorité des grandes villes où sont réunis les différents syndicats de salariés, plus connus en Europe sous le nom de « Maisons du peuple » ou « Maisons des travailleurs ».
Ce lieu partagé permet aux syndicats de posséder des locaux pour exercer leurs activités : organiser un soutien aux ouvriers malades ou au chômage et à ceux qui sont en lutte (notamment par l’organisation de caisses de grève ou de réunions publiques). Les bourses du travail participent également au mouvement d’éducation populaire par des cours professionnels ou généraux et le développement de bibliothèques.

## Histoire

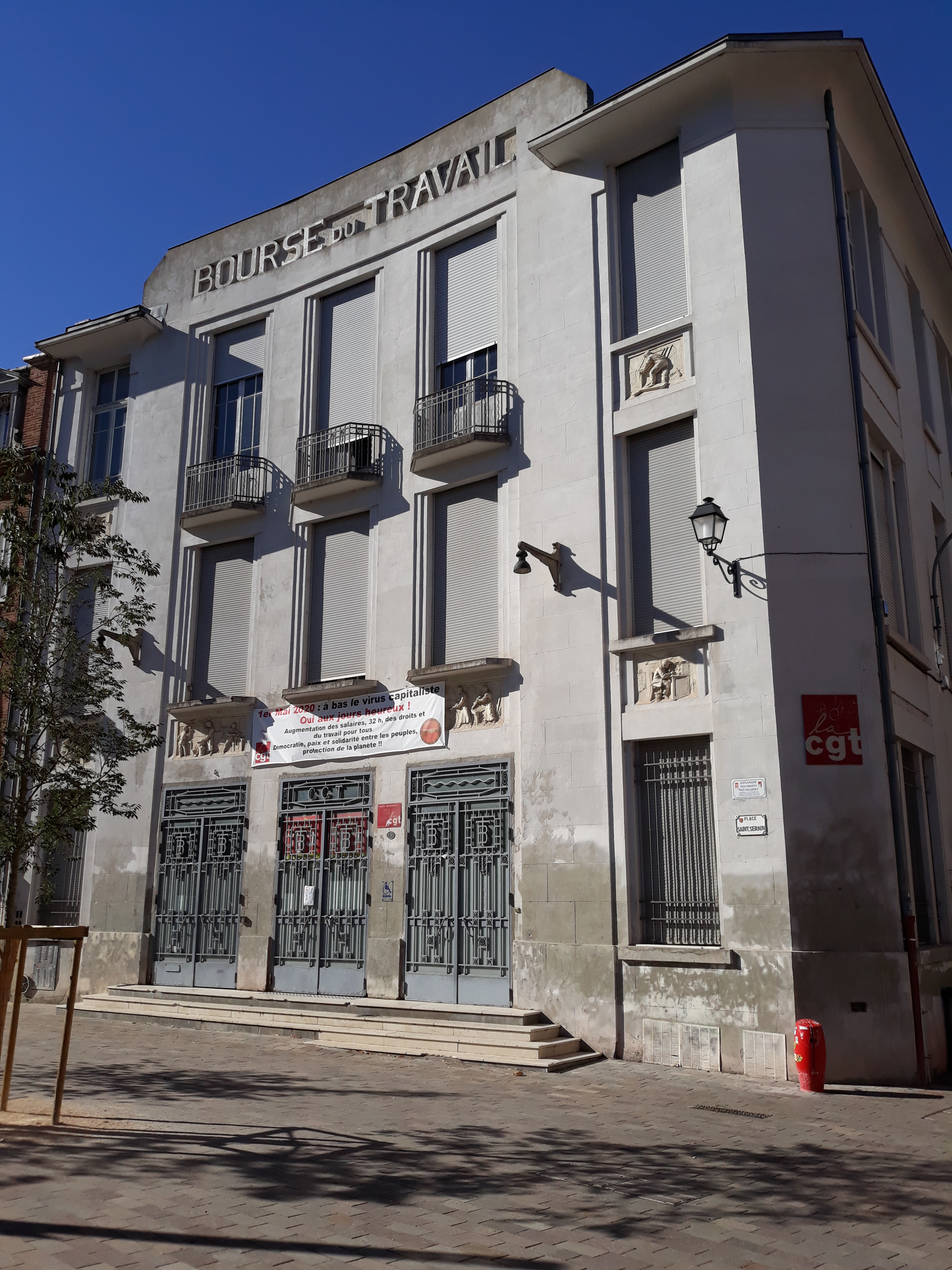
Bourse du travail de Toulouse.

### Origine
Sans être une obligation légale, les municipalités françaises ont mis à disposition du mouvement ouvrier un simple local appelé « bourse du travail ». Ces structures ont servi à la fin du XIXe siècle à aider les syndicats à s'organiser. La première d'entre elles est fondée à Paris et ouvre ses portes le 3 février 1887. La bourse du travail de Saint-Étienne, est née à l'initiative d'Émile Girodet, le maire radical. Inaugurée en 1888, elle débuta son fonctionnement en 1889 autour d'un service de statistique ouvrière et de cours professionnels.
Le mouvement syndical organisé dans la CGT s'est alors emparé de ces locaux pour en faire des véritables forteresses ouvrières et organiser les travailleurs. Des mairies fermèrent temporairement certaines bourses pour casser la dynamique syndicaliste.[réf. nécessaire]

### Utilisation syndicale

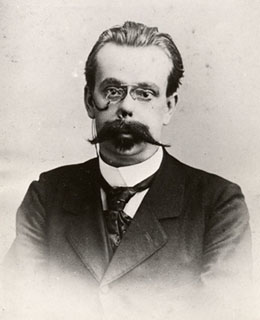
Fernand Pelloutier.

Par des conférences, des cours du soir, les bourses du travail furent un des premiers supports de l'éducation populaire.
La Fédération des bourses du travail se fonde en 1892 au congrès de Saint-Étienne,. Son premier secrétaire est Fernand Pelloutier.
La Fédération des Bourses du travail a été l'un des fondements du mouvement syndical en organisant les travailleurs syndiqués dans les territoires.
L'agitation ouvrière qui régnait en ces lieux a finalement découragé employeurs et salariés d'y venir pour la fonction de bureau de placement, qui a depuis donc disparu.

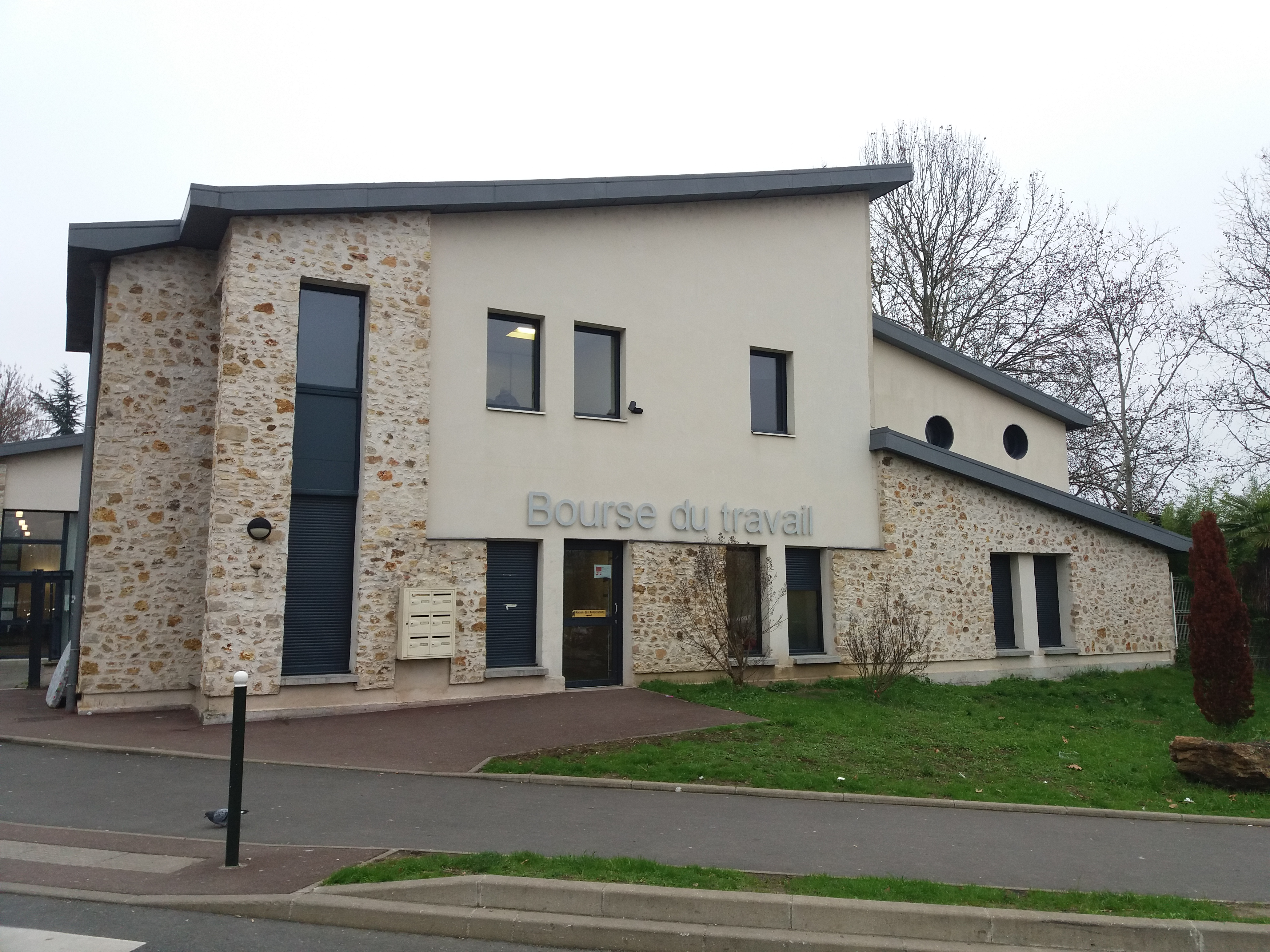
Bourse du Travail et Maison des associations de Corbeil-Essonnes, bâtiment moderne édifié en 2013.

De 1892 à 1902, les bourses se développent rapidement en passant de 22 à 86.
Le courant syndicaliste-révolutionnaire était majoritaire dans les bourses et considérait que la structuration syndicale des bourses favorisait la conscience de classe des travailleurs des différentes professions réunies et permettait de développer une autonomie politique et culturelle de la classe ouvrière. Les bourses devaient être l'embryon de la réorganisation de la société par les syndicats comme l'exprimait la charte d'Amiens de 1906.

### Perte d'influence
Après la Première Guerre mondiale, la priorité est donnée aux Unions départementales au détriment des bourses. Les services d'entraide des bourses sont peu à peu abandonnés sous l'influence des partis politiques de gauche qui les transfèrent vers les mairies ou l'État (secours du chômage, cours professionnels, placement gratuit).
Les bâtiments historiques sont parfois récupéré par les municipalités pour leurs grandes capacités d’accueil au public, et transformé en salle de spectacle.
Aujourd'hui, une appellation plus moderne donnée par les municipalités aux lieux dédiés aux syndicats est Maison des syndicats.

### Autres activités
Les bourses du travail peuvent aussi accueillir ponctuellement diverses organisations, collectifs ou associations luttant dans des domaines sociaux tels que les associations de droit au logement, d'aide aux étrangers en situation irrégulière (certaines grèves de la faim historiques de « sans-papiers » menées par la coordination des sans-papiers (CSP59) se sont déroulées dans la bourse du travail de Lille).

### Médiagraphie

#### Vidéo
- Fernand Pelloutier et les bourses du travail, documentaire de Patrice Spadoni, 59min, 2002
- [vidéo] Normand Baillargeon, « Les bourses du travail du socialisme libertaire », Publications Universitaires au Canal Savoir, YouTube, 2012.

#### Émission de radio
- Jean Lebrun et Philippe Pelletier, « Les anarchistes : le moment terroriste, et après ? », France Inter, 26 novembre 2015.